# Asparn an der Zaya
Asparn an der Zaya je městys v severovýchodní části Dolních Rakous ve Weinviertelu (Vinná čtvrť) v okrese Mistelbach. Téměř třetina výměry katastru obce je zalesněna a je součásti národního parku Leiser Berge. Žije zde přibližně 1 900 obyvatel.

## Geografie
Obec je založena v rozšířeném údolí řeky Zaya u výběžku pohoří Leiser Berge.

## Pamětihodnosti

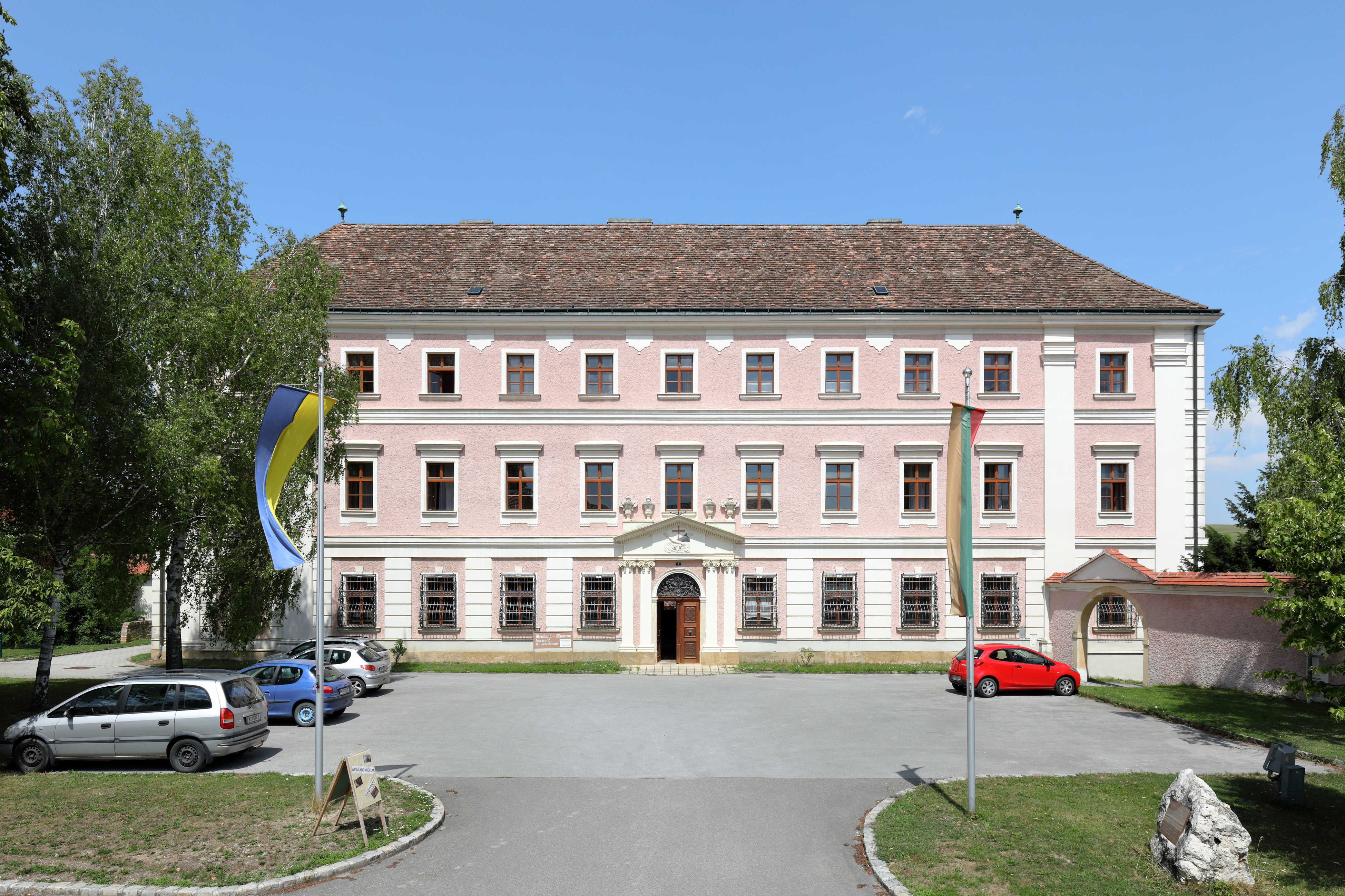
Minoritský klášter

Centrum kdysi ohrazené vinařské obce tvoří hradní zámek s hradebním příkopem, farní kostel a minoritský klášter. Tento unikátní soubor se řadí mezi nejkrásnější stavební památky Weinviertelu.
V hradním zámku je umístěno muzeum pravěku s exteriéry v zámeckém parku.
V barokním minoritském klášteře je umístěno muzeum vinařské krajiny i s hospodářským statkem.

## Příslušející obce
- Olgersdorf
- Schletz
- Michelstetten